# Királycsőricse
A királycsőricse (Cosmopsarus regius) a madarak osztályának verébalakúak (Passeriformes) rendjébe és a seregélyfélék (Sturnidae) családjába tartozó faj.
Besorolása vitatott, az újabb kutatások a Lamprotornis nembe helyezik Lamprotornis regius néven.

## Előfordulása
Kelet-Afrikában, Etiópia, Szomália területén, valamint Kenya északkeleti és Tanzánia északkeleti részein honos.
Nyílt szavannák, bozótos területek és nyílt erdők madara, olykor a külvárosi kertekben is megjelenik.

## Megjelenése
Testhossza 35 centiméter, de ebből jelentős rész esik hosszú farkára. Háta, nyaka és válla fénylő zöldeskék színű. Ezzel éles ellentétben hasa élénksárga. Mellén lila folt látható. Tollazata fénylő.
|  |  |

## Életmódja
Bár közeli rokona a fényseregélyeknek (Lamprotornis nem), de megjelenése és életmódja is jelentősen eltér azokétól. A főleg gyümölcsevő fényseregélyekkel szemben a királycsőricse elsősorban kisebb állatokkal, így rovarokkal, pókokkal, férgekkel és csigákkal táplálkozik, melyeket a talajon vagy a levegőben kap el. Gyümölcsöt csak kiegészítésképp fogyaszt.
Kis, 3-10 egyedből álló csoportokban él. Ha a csoport megriad, akkor hangosan fütyülve emelkednek fel a madarak a magasba. Egy-egy csoport igen összetartó, nemcsak táplálkozás közben, de a fészkelési időszakban is egymás mellett élnek és a csoport tagjai segítenek egymásnak a fiókák felnevelésében is.

## Szaporodása
Faodúba vagy sziklaodúba fűből építi gömb alakú fészkét, tollakkal béleli. A tojó 4-5 tojást rak, melyeken felváltva költenek a hímmel 12 napig. A fészek építésében, a kotlásban és a fiókák nevelésében mindkét szülő részt vesz.

## Fordítás
- Ez a szócikk részben vagy egészben  a   Königsglanzstar című német Wikipédia-szócikk ezen változatának fordításán alapul.  Az eredeti cikk szerkesztőit annak laptörténete sorolja fel. Ez a jelzés csupán a megfogalmazás eredetét és a szerzői jogokat jelzi, nem szolgál a cikkben szereplő információk forrásmegjelöléseként.